# Meischendorf (Schwarzhofen)
Meischendorf ist ein Ortsteil der Gemeinde Schwarzhofen im Oberpfälzer Landkreis Schwandorf (Bayern).

## Geographische Lage
Meischendorf befindet sich ungefähr fünf Kilometer nordwestlich von Schwarzhofen auf dem Nordufer der Schwarzach.

## Geschichte
1265 wurde als Zeuge für eine Schenkung an das Kloster Schwarzhofen Ulrich von Meischendorf erwähnt. Er war Träger verschiedener ortenburgischer Lehen. 1273 wurde Heinrich von Meischendorf als Lehensträger Herzog Ludwigs des Strengen genannt.
In der Oberpfälzer Hammereinigung von 1387 wird hier das Hammerwerk Meischendorf genannt („Jordan Giezzer mit dem hamer zu Meüschendorff“), der vom Wasser der Schwarzach betrieben wurde.
Meischendorf (auch: Muschendorf, Maeusschendorf, Mewschendorf, Meuschendorf, Meischendorff, Meüschndorff, Maischendorf) wird in den Urbarien von
- 1285 mit neun Höfen, einem Lehen und einer Mühle,
- 1326 mit acht Höfen, einem Lehen und einer Mühle,
- 1499 mit vier Höfen, einem Lehen und einem Privathammer,
- 1622 mit drei Höfen, zwei Gütern, einem Hammer, einer Mühle und einem Inwohner

aufgeführt.
In Meischendorf gab es
- 1631 3 Höfe, 2 Gütel, 1 Söldengütel, 1 Häusel, 1 Hammer, 1 Mühle, 6 Inwohner (darunter 1 Schäfer), 4 Pferde, 59 Rinder, 21 Schweine, 2 Bienenstöcke
- 1661 (nach Ende des Dreißigjährigen Krieges) 3 Höfe (davon 1 Haus unbewohnbar), 1 Gut, 1 Gütel (baufällig und eingegangen), 1 Söldengütel, 1 Häusel, 1 Hammer (öd, baufällig und eingegangen), 1 Inwohner, 5 Pferde, 42 Rinder, 6 Schweine, 14 Schafe, 1 Ziege, 3 Bienenstöcke.[4]

Ende des 18. Jahrhunderts wird Meischendorf mit 9 Anwesen und einem Hüthaus als Bestandteil des Landsassengutes Zangenstein mit dem Inhaber Anton Freiherr von Saur aufgeführt.
Entsprechend einer Verordnung von 1808 wurde das Landgericht Neunburg vorm Wald in 55 Steuerdistrikte unterteilt.
Dabei bildete Zangenstein mit den Ortschaften Altenhammer, Holzhof, Meischendorf und Schönau einen Steuerdistrikt.
Meischendorf hatte zu dieser Zeit 7 Anwesen, einen Schneider, einen Weber und einen Zimmermeister.
1809 hatte Anton Freiherr von Saur das Patrimonialgericht Zangenstein inne.
Zu diesem gehörten die Ortschaften Zangenstein mit 19 Familien, Meischendorf mit 9 Familien, Altenhammer mit 4 Familien, Mantlarn mit 3 Familien, Holzhof mit 2 Familien und Uckersdorf mit 2 Familien.
1820 wurden Ruralgemeinden gebildet.
Dabei entstand die Ruralgemeinde Zangenstein, die aus den Ortschaften Zangenstein mit 19 Familien, Meischendorf mit 8 Familien, Altenhammer mit 4 Familien und Holzhof mit 2 Familien bestand.
Zum Stichtag 23. März 1913 (Osterfest) wurde Meischendorf als Teil der Pfarrei Altendorf mit 5 Häusern und 55 Einwohnern aufgeführt.
Am 1. Mai 1978 wurde die Gemeinde Zangenstein in die Gemeinde Schwarzhofen eingegliedert. Damit gelangte Meischendorf in die Gemeinde Schwarzhofen.
Am 31. Dezember 1990 hatte Meischendorf 21 Einwohner und gehörte zur Pfarrei Altendorf.
Siehe auch: Hammerwerk Meischendorf